# Mika Kaurismäki
Mika Juhani Kaurismäki (Orimattila, 21 de setembro de 1955), é um cineasta finlandês que morou no Brasil, país que visitou várias vezes (a primeira delas em 1988) e é tema de boa parte de sua produção, como a obra "Moro no Brasil".
Kaurismäki é formado pela Academia de Cinema de Munique, e sua obra "Tigrero - Um Filme que Nunca foi Feito" de 1994 recebeu o Prêmio Internacional da Crítica do Festival de Cinema de Berlim.

## Filmografia
Kaurismäki fez filmes em vários idiomas, principalmente inglês, finlandês e português. Abaixo, os títulos originais dos filmes são mostrados entre parênteses.
- The Liar (Valehtelija) (1981)
- The Saimaa Gesture (1981) (co-dirigido com Aki Kaurismäki)
- Jackpot 2 (1982) (curta)
- The Worthless (Arvottomat) (1982)
- The Clan – Tale of the Frogs (Klaani – tarina Sammakoitten suvusta) (1984)
- Rosso (1985)
- Helsinki Napoli All Night Long (1987)
- Night Work (Yötyö) (1988) (Filme para TV)
- Cha Cha Cha (1989)
- Paper Star (Paperitähti) (1989)
- Amazon (1990)
- Zombie and the Ghost Train (Zombie ja kummitusjuna) (1991)
- The Last Border (1993)
- Tigrero: A Film That Was Never Made (1994)
- Sambolico (1996)
- Condition Red (1995)
- Danish Girls Show Everything (Danske piger viser alt) (1996)
- L.A. Without a Map (1998)
- Highway Society (2000)
- Sound of Brazil (Moro No Brasil) (2002)
- Honey Baby (2003)
- Welcome to São Paulo (Bem-Vindo a São Paulo) (2004)
- Brasileirinho (2005)
- Sonic Mirror (2008)
- Three Wise Men (Kolme viisasta miestä) (2008)
- The House of Branching Love (Haarautuvan rakkauden talo) (2009)
- Mama Africa (2011)
- Brothers (Veljekset) (2012)
- Road North (Tie Pohjoiseen) (2012) – Mika Kaurismäki recebeu o Prêmio do Público por este filme no Festival Internacional de Cinema de São Petersburgo.
- The Girl King (2015)
- A Spice for Life (Mestari Cheng) (2019)
- Gracious Night (Yö armahtaa) (2020)